# Episodi di Kids Incorporated (settima stagione)
La settima stagione della serie televisiva Kids Incorporated è stata trasmessa in anteprima negli Stati Uniti d'America da Disney Channel nel corso del 1991.
| nº | Titolo originale            | Titolo italiano | Prima TV USA | Prima TV Italia |
| -- | --------------------------- | --------------- | ------------ | --------------- |
| 1  | A Hard Date's Night         |                 | 1991         |                 |
| 2  | P*Lace Alone                |                 | 1991         |                 |
| 3  | Teen Spotlight              |                 | 1991         |                 |
| 4  | Thirteensomething           |                 | 1991         |                 |
| 5  | Pipe Dreams                 |                 | 1991         |                 |
| 6  | History in the Making       |                 | 1991         |                 |
| 7  | Family Matters              |                 | 1991         |                 |
| 8  | New Twist                   |                 | 1991         |                 |
| 9  | Breaking Up Is Hard to Do   |                 | 1991         |                 |
| 10 | Flip Out                    |                 | 1991         |                 |
| 11 | Music Lessons               |                 | 1991         |                 |
| 12 | While the Cat's Away        |                 | 1991         |                 |
| 13 | Tall Order                  |                 | 1991         |                 |
| 14 | Our Fair Ana                |                 | 1991         |                 |
| 15 | Five Kids and a Dog         |                 | 1991         |                 |
| 16 | Mummy Dearest               |                 | 1991         |                 |
| 17 | Double Trouble              |                 | 1991         |                 |
| 18 | Earth Day Festival          |                 | 1991         |                 |
| 19 | That's What Friends Are For |                 | 1991         |                 |
| 20 | Secret Agent Girl           |                 | 1991         |                 |